# Amtsgericht Meseritz
Das Amtsgericht Meseritz war ein preußisches Amtsgericht mit Sitz in Meseritz (Provinz Posen).

## Geschichte
Das königlich preußische Amtsgericht Meseritz wurde mit Wirkung zum 1. Oktober 1879 als eines von acht Amtsgerichten im Bezirk des Landgerichtes Meseritz im Bezirk des Oberlandesgerichtes Posen gebildet. Der Sitz des Gerichtes war Meseritz. Sein Gerichtsbezirk umfasste den Kreis Meseritz außer der Teil, der dem Amtsgericht Bentschen zugeordnet war. Am Gericht bestanden 1880 drei Richterstellen. Das Amtsgericht war damit ein mittelgroßes Amtsgericht im Landgerichtsbezirk. Gerichtstage wurden in Betsche und Tirschtiegel gehalten. Im Jahre 1888 wurde das Amtsgericht Tirschtiegel gebildet und erhielt aus dem Sprengel des Amtsgerichtes Meseritz die Stadt Tirschtiegel und den Polizeidistrikt Tirschtiegel, soweit er zum Amtsgerichtsbezirk Meseritz gehörte sowie aus dem Polizeidistrikt Betsche die Güter Krzyskowko und Lewitz sowie die Gemeinden Krzyskowko, Lewitz, Lewitz Hauland, Neuschilln und Punken und aus dem Polizeidistrikt Brätz das Forsthaus Kutschkau zugewiesen. Der Amtsgerichtsbezirk kam aufgrund des Versailler Vertrages 1919 teilweise zu Polen. Der Rest des Sprengels des Amtsgerichtes Tirschtiegel, der beim Deutschen Reich geblieben war, sowie der bisher zum Amtsgericht Bentschen gehörende Teil des Kreises Meseritz wurden dem Amtsgericht Meseritz zugeordnet. Diese Änderungen traten zum 1. Januar 1920 in Kraft. Im Jahre 1939 wurde Polen deutsch besetzt. Im Rahmen der Neuorganisation der Gerichte in Ostdeutschland und im ehemaligen Polen wurde das Amtsgericht Meseritz erneut dem Landgericht Meseritz zugeordnet.
Im Jahre 1945 wurde der Amtsgerichtsbezirk unter polnische Verwaltung gestellt, und die deutschen Einwohner wurden vertrieben. Damit endete auch die Geschichte des Amtsgerichtes Meseritz. Unter polnischer Verwaltung entstand das Sąd Rejonowy w Międzyrzeczu (1950–1975: Sąd Powiatowy w Międzyrzeczu).